# Rånäsberget
Rånäsberget is een plaats in de gemeente Smedjebacken in het landschap Dalarna en de provincie Dalarnas län in Zweden. De plaats heeft 58 inwoners (2005) en een oppervlakte van 12 hectare. De plaats ligt aan het meer Norra Barken.